# Mylabris raml
Mylabris raml là một loài bọ cánh cứng trong họ Meloidae. Loài này được W. Schneider miêu tả khoa học năm 1991.